# ناريتا (تشيبا)
مدينة ناريتا (بالإنجليزية: Narita)‏ هي إحدى المدن التابعة لولاية تشيبا. تأسست رسميًا في 31/03/1954. ويقدر عدد سكانها بـ 124773 نسمة حسب تقدير مكتب الإحصاء الياباني لعام 2012. تبلغ مساحة ناريتا 213.84 كم2. بكثافة سكانية تبلغ 583 نسمة/كم2.

## المناخ
يظهر الجدول التالي التغييرات المناخية على مدار السنة لناريتا:
| البيانات المناخية لـناريتا                     | البيانات المناخية لـناريتا | البيانات المناخية لـناريتا | البيانات المناخية لـناريتا | البيانات المناخية لـناريتا | البيانات المناخية لـناريتا | البيانات المناخية لـناريتا | البيانات المناخية لـناريتا | البيانات المناخية لـناريتا | البيانات المناخية لـناريتا | البيانات المناخية لـناريتا | البيانات المناخية لـناريتا | البيانات المناخية لـناريتا | البيانات المناخية لـناريتا |
| الشهر                                          | يناير                      | فبراير                     | مارس                       | أبريل                      | مايو                       | يونيو                      | يوليو                      | أغسطس                      | سبتمبر                     | أكتوبر                     | نوفمبر                     | ديسمبر                     | المعدل السنوي              |
| ---------------------------------------------- | -------------------------- | -------------------------- | -------------------------- | -------------------------- | -------------------------- | -------------------------- | -------------------------- | -------------------------- | -------------------------- | -------------------------- | -------------------------- | -------------------------- | -------------------------- |
| الدرجة القصوى °م (°ف)                          | —                          | —                          | —                          | —                          | —                          | —                          | 38.7 (101.7)               | —                          | —                          | —                          | —                          | —                          | 38.7 (101.7)               |
| متوسط درجة الحرارة الكبرى °م (°ف)              | 9.2 (48.6)                 | 9.7 (49.5)                 | 12.7 (54.9)                | 18.0 (64.4)                | 21.8 (71.2)                | 24.2 (75.6)                | 28.1 (82.6)                | 30.0 (86.0)                | 26.2 (79.2)                | 21.1 (70.0)                | 16.4 (61.5)                | 11.8 (53.2)                | 19.1 (66.4)                |
| متوسط درجة الحرارة الصغرى °م (°ف)              | −2.4 (27.7)                | −1.5 (29.3)                | 2.0 (35.6)                 | 7.2 (45.0)                 | 12.1 (53.8)                | 16.3 (61.3)                | 20.3 (68.5)                | 21.8 (71.2)                | 18.7 (65.7)                | 12.3 (54.1)                | 5.7 (42.3)                 | 0.0 (32.0)                 | 9.4 (48.9)                 |
| أدنى درجة حرارة °م (°ف)                        | −10.7 (12.7)               | —                          | —                          | —                          | —                          | —                          | —                          | —                          | —                          | —                          | —                          | —                          | −10.7 (12.7)               |
| الهطول مم (إنش)                                | 61.8 (2.43)                | 62.9 (2.48)                | 115.6 (4.55)               | 116.6 (4.59)               | 119.6 (4.71)               | 144.9 (5.70)               | 123.2 (4.85)               | 117.2 (4.61)               | 214.8 (8.46)               | 202.1 (7.96)               | 99.8 (3.93)                | 50.7 (2.00)                | 1٬429٫1 (56.26)            |
| المصدر: Narita Aviation Weather Service Center |                            |                            |                            |                            |                            |                            |                            |                            |                            |                            |                            |                            |                            |

## معرض صور

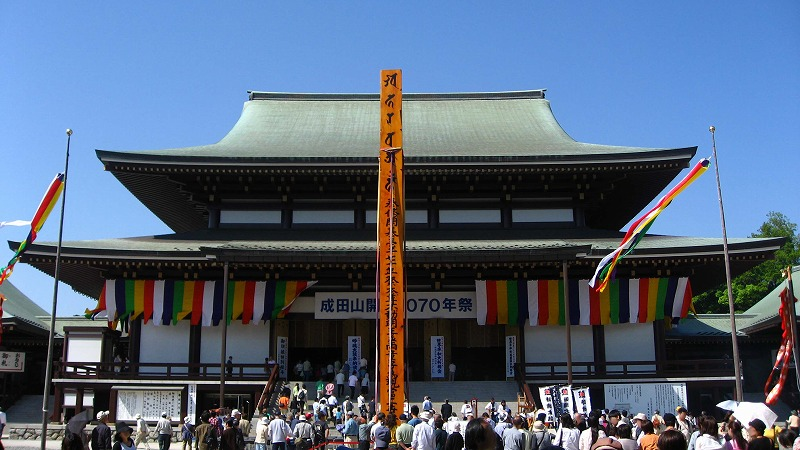
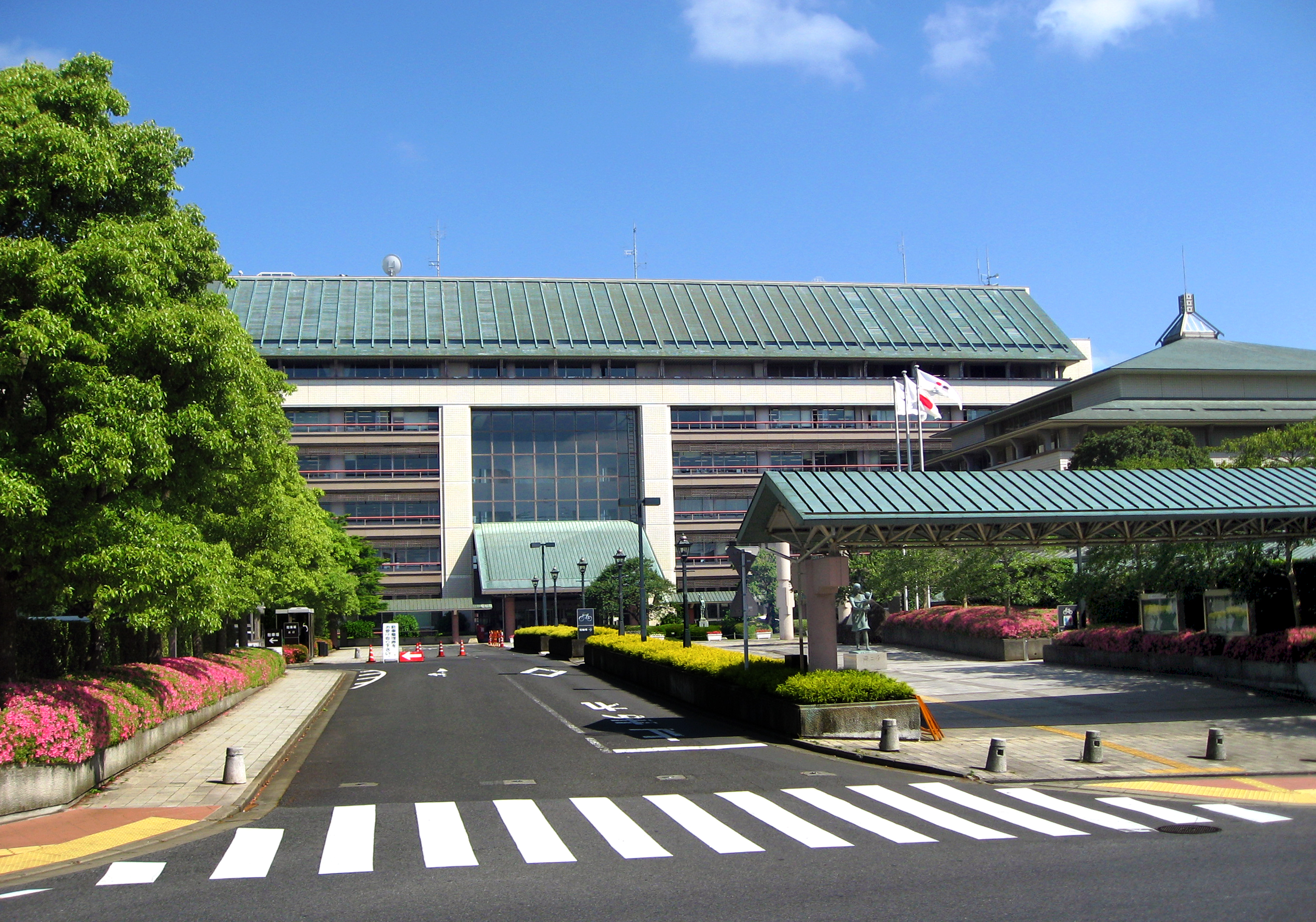
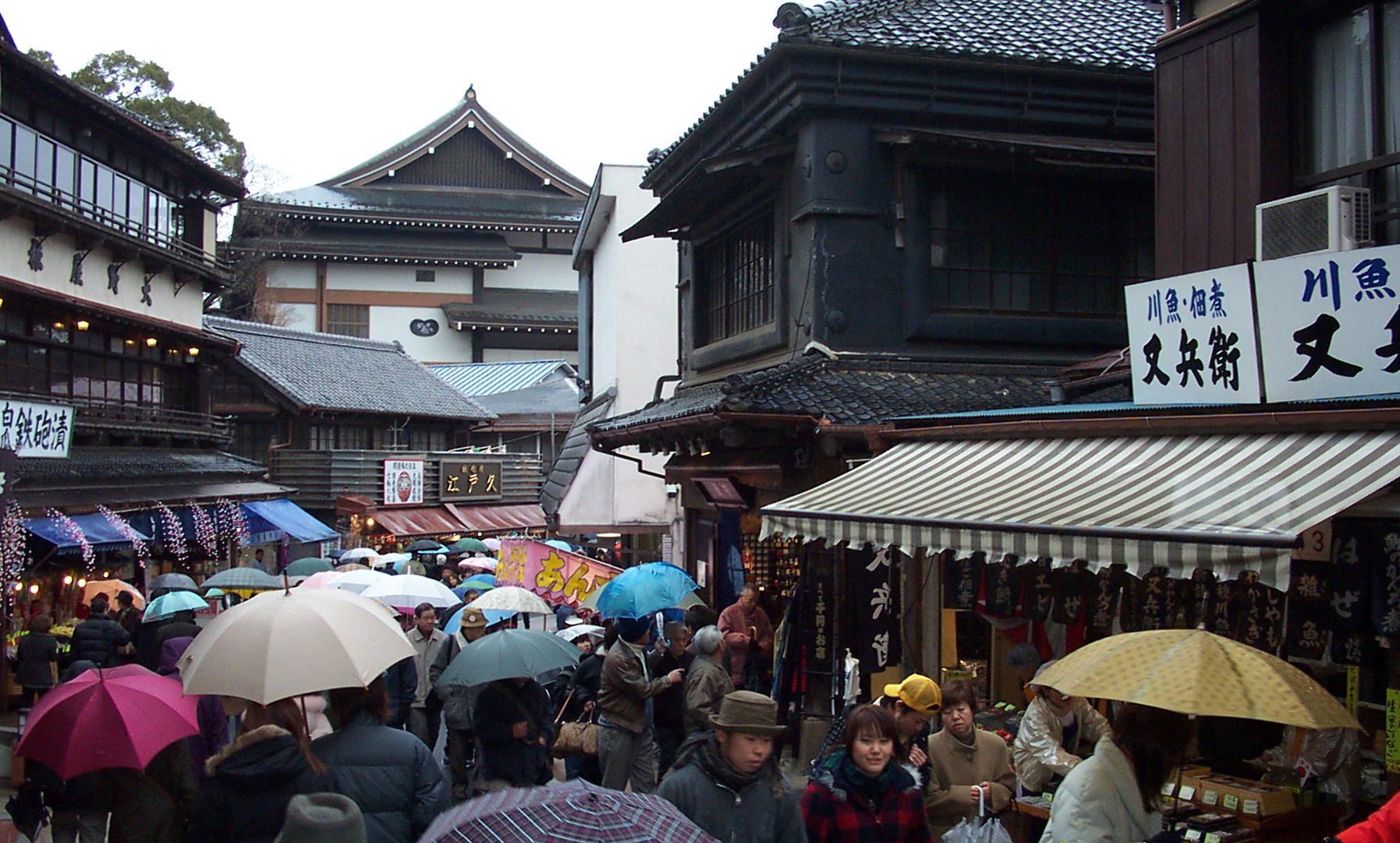

## توأمة
لناريتا (تشيبا) اتفاقيات توأمة مع:
- جيونغيوب (29 يناير 2001 - )[5]

## أعلام
- تاكايوكي فونياما
- يوشيو إينابا
- يوجي فونياما